# Copalita la Hamaca
Copalita la Hamaca är en ort i Mexiko.   Den ligger i kommunen San Miguel del Puerto och delstaten Oaxaca, i den sydöstra delen av landet, 500 km sydost om huvudstaden Mexico City. Copalita la Hamaca ligger 191 meter över havet och antalet invånare är 110.
Terrängen runt Copalita la Hamaca är kuperad åt sydväst, men åt nordost är den bergig. Copalita la Hamaca ligger nere i en dal. Runt Copalita la Hamaca är det ganska tätbefolkat, med 54 invånare per kvadratkilometer. Närmaste större samhälle är Santa María Xadani, 13,6 km öster om Copalita la Hamaca. I omgivningarna runt Copalita la Hamaca växer huvudsakligen savannskog.